# Raumschiff Enterprise/Staffel 2
Die zweite Staffel der US-amerikanischen Fernsehserie Raumschiff Enterprise wurde in der Saison 1967/68 erstmals im US-Fernsehen ausgestrahlt, beim US-Sender NBC. Die deutschen Sender ZDF und Sat.1 strahlten sie 1972–74 und 1988 erstmals deutschsprachig aus, bis auf eine Episode, die erst 1999 bei DF1 erstmals deutschsprachig im Fernsehen ausgestrahlt wurde.

## Handlung
| Nr. (ges.) | Nr. (St.) | Deutscher Titel              | Originaltitel               | Erstausstrahlung USA | Deutschsprachige Erstausstrahlung (D) | Regie               | Drehbuch                                             | Produktions- nummer |
| --- | --------- | ---------------------------- | --------------------------- | -------------------- | ------------------------------------- | ------------------- | ---------------------------------------------------- | ------------------- |
| 30 | 1         | Weltraumfieber               | Amok Time                   | 15. Sep. 1967        | 12. Jan. 1974                         | Joseph Pevney       | Theodore Sturgeon                                    | 34                  |
| Spock verhält sich merkwürdig und emotional, ohne den ihm bekannten Grund dafür preiszugeben, und ersucht deshalb bei Kirk um Urlaub auf seinem Heimatplaneten Vulkan. Kirk kann ihm den Urlaub zunächst nicht gewähren, da die Enterprise einen wichtigen diplomatischen Termin auf Altea VI wahrnehmen muss. Erst als McCoy erkennt, dass Spocks Verhalten tödlich enden könne, genehmigt Kirk den Flug nach Vulkan. Spock vertraut Kirk nun an, dass er sich im Pon Farr befindet, der vulkanischen Brunft. Obwohl das Sternenflottenkommando darauf besteht, dass die Enterprise zunächst nach Altea VI fliegt, lässt Kirk nach Vulkan Kurs setzen. Dort in Begleitung von Kirk und McCoy angekommen, wird Spock von seiner ihm schon vor Jahren versprochenen Frau T'Pring erwartet. Um T'Pring endgültig für sich zu gewinnen, muss Spock sich im Rahmen vulkanischer Tradition noch duellieren. T'Pring erwählt Kirk als seinen Gegner. Das auf Leben und Tod geführte Duell in einer Arena gewinnt Spock. Danach gibt T'Pring zu, dass sie nur deshalb Kirk als Spocks Gegner gewählt hat, um damit den ursprünglich dafür vorgesehenen Vulkanier Spong zu verschonen, in den sie in Wirklichkeit verliebt ist. Kirk indes ist nicht wirklich gestorben, sondern hat mit Hilfe einer Injektion McCoys überlebt. Nach dem Kampf ist Spocks Pon Farr beendet. |           |                              |                             |                      |                                       |                     |                                                      |                     |
| 31 | 2         | Der Tempel des Apoll         | Who Mourns for Adonais?     | 22. Sep. 1967        | 4. Nov. 1972                          | Marc Daniels        | Gilbert Ralston                                      | 33                  |
| Die Enterprise nähert sich gerade einem Planeten und wird dabei plötzlich von einem Energiefeld überfallen, das in Form einer riesigen Hand erscheint und die Enterprise gefangenhält. Verantwortlich dafür ist ein Mann auf dem Planeten, der sich dem Enterprise-Außenteam als Apoll vorstellt, Sohn des Zeus, und von einem Tempel auf dem Olymp aus herrscht. Apoll fordert von den Besuchern, verehrt zu werden, und hat offensichtlich übermenschliche Fähigkeiten, die er zur Unterjochung der Menschen einsetzt. Er nimmt das Außenteammitglied Carolyn Palamas als seine Frau, während das Team nach der Energiequelle für seine Kräfte sucht. Das Team stellt fest, dass Apolls Kräfte vorübergehend schwinden, wenn er provoziert wird, und versucht das zum eigenen Vorteil auszunutzen. Apoll will Carolyn zur Mutter eines neuen Göttergeschlechts und sein Leben so vollkommen machen. Auf Anweisung Kirks trennt sich Carolyn von Apoll, der darüber verbittert ist. Er verschwindet, nachdem die Enterprise vom Orbit aus per Phaserbeschuss seinen Tempel zerstört hat, der seine Energiequelle darstellte. |           |                              |                             |                      |                                       |                     |                                                      |                     |
| 32 | 3         | Ich heiße Nomad              | The Changeling              | 29. Sep. 1967        | 1. Juli 1972                          | Marc Daniels        | John Meredyth Lucas                                  | 37                  |
| Die Enterprise wird von einer fremden Sonde angegriffen und heftig durchgeschüttelt. Die Brückencrew schafft es, mit ihr zu kommunizieren und sie an Bord zu beamen. Sie ist etwa einen Meter groß, kann sich schwebend im Schiff fortbewegen und stellt sich als Nomad vor. Nomad nennt es als seine Mission, biotische Fehlentwicklungen zu vernichten, und hat deshalb schon Millionen Lebewesen eines Planetensystems vernichtet. Offensichtlich ist Nomad Kirk nur deshalb wohlgesinnt, weil Nomad ihn wegen einer Beschädigung mit seinem Schöpfer verwechselt, den er deshalb – ebenso wie sich selbst – für vollkommen hält. Spock führt eine Gedankenverschmelzung nach Art der Vulkanier mit Nomad durch und erfährt dadurch, dass die Sonde Nomad, die einst von der Erde ausgesandt wurde, durch eine Kollision mit einer anderen Sonde im All beschädigt wurde und dadurch ihre Programmierung verändert wurde, sodass sie nun auf Zerstörung unvollkommenen Lebens zielt. Kirk teilt Nomad mit, dass er, Kirk, nicht sein Schöpfer sei. Nomad akzeptiert Kirk nun nicht mehr als Schöpfer und versucht zu seinem Ursprungsort Erde zurückzukehren und dort seine Mission fortzusetzen. Kirk sagt zu Nomad, dass dieser bezüglich seines Schöpfers im Irrtum und deshalb unvollkommen sei. Nomads Schaltkreise drohen dadurch überlastet zu werden, sodass die Crew ihn kurz vor seiner Explosion ins All beamt. |           |                              |                             |                      |                                       |                     |                                                      |                     |
| 33 | 4         | Ein Parallel-Universum       | Mirror, Mirror              | 6. Okt. 1967         | 22. Feb. 1988                         | Marc Daniels        | Jerome Bixby                                         | 39                  |
| Kirk, McCoy, Scott und Uhura erhalten als Außenteam auf einem Planeten Ablehnung auf ihre Bitte an die einheimischen Halkanier um Dilithiumkristalle. Beim Zurückbeamen auf die Enterprise wird das Team durch einen Transporterunfall auf die Enterprise in einem Paralleluniversum gebeamt. Dort gehört die Enterprise-Crew zum sogenannten Imperium, das zum Erreichen seiner Ziele nicht friedensstiftend, sondern kriegerisch vorgeht. Es herrschen brutale und barbarische Sitten: Mord an Vorgesetzten ist eine gängige Aufstiegsmethode und auf Fehlverhalten folgt die schmerzverursachende Disziplinierungsmethode Agonie-Simulation. Die vier haben Schwierigkeiten, die Rollen zu spielen, die ihre Alter Egos normalerweise ausfüllen, welche indes auf die Enterprise im diesseitigen Universum gebeamt wurden. Kirk als Captain der Enterprise im Paralleluniversum zögert die Umsetzung eines vernichtenden Angriffs auf die Halkanier hinaus. Weil er damit Misstrauen beim Parallel-Spock erweckt, droht ihm die baldige Exekution. Die vier bereiten insgeheim und kollaborativ ihr Zurückbeamen in ihr Universum vor und können sich dabei den Hinderungsversuchen der feindlichen Crewmitglieder erwehren. Schließlich hilft ihnen der feindliche Spock beim Zurückbeamen, damit er seine vier fehlenden Crewmitglieder zurückerhält. |           |                              |                             |                      |                                       |                     |                                                      |                     |
| 34 | 5         | Die Stunde der Erkenntnis    | The Apple                   | 13. Okt. 1967        | 15. Feb. 1988                         | Joseph Pevney       | Max Ehrlich, Gene L. Coon; Idee: Max Ehrlich         | 38                  |
| Ein Außenteam um Kirk erkundet den bislang unerforschten Planeten Gamma Trianguli VI. Nacheinander sterben Teammitglieder durch Gift, Blitztreffer und eine Explosion. Das Zurückbeamen des Teams wird durch eine unbekannte Kraft verhindert. Das Team stellt einen Verfolger, der Akuta heißt und zu einem kleinen Volk vollkommen gesunder Humanoiden gehört, die einen Gott namens Wal verehren. Wal ist zugleich die im Fels steckende künstliche Energiequelle, die das Beamen behindert und die die Enterprise, die sie als Feind betrachtet, durch einen Saugstrahl zum baldigen Absturz auf den Planeten zwingen will. Wal ist auch dafür verantwortlich, dass Akutas Artgenossen bislang nichts über Liebe, Fortpflanzung und Töten wissen. Als zwei von ihnen Chekov beim Küssen beobachten und dadurch entgegen Wals Sinn beeinflusst werden, beauftragt Wal das Volk mit der Tötung des Außenteams. Darin scheitern sie aber durch eigenes Unvermögen und den Widerstand des Teams. Spock gibt gegenüber Kirk zu bedenken, dass es ein Verstoß gegen die Oberste Direktive wäre, den Gott der Einheimischen zu beseitigen. Dennoch sorgt Kirk mit Hilfe der Enterprise dafür, dass Wal durch Phaserbeschuss dauerhaft ausfällt. Daraufhin ist die Enterprise wieder frei. Bevor das Außenteam wieder an Bord beamt, fordert Kirk die Einheimischen auf, künftig unabhängig und in Freiheit zu leben und sich fortzupflanzen. |           |                              |                             |                      |                                       |                     |                                                      |                     |
| 35 | 6         | Planeten-Killer              | The Doomsday Machine        | 20. Okt. 1967        | 24. Juni 1972                         | Marc Daniels        | Norman Spinrad                                       | 35                  |
| Einem Notruf folgend, entdeckt die Enterprise das Föderationsraumschiff Constellation beschädigt und driftend in einem Trümmerfeld. Dieses hat ein immens großer, waffenähnlicher Roboter bei der Zerstörung mehrerer Planeten verursacht, die er zwecks Selbsterhaltung durchführt. Der einzige Überlebende der Constellation ist ihr Kommandant, Commodore Decker; er wird auf die Enterprise gebeamt. Die über einen riesigen Schlund verfügende Waffe greift auch die Enterprise an, die dadurch beschädigt wird und das Constellation-Wrack verlassen muss. Als sich die Waffe anschickt, weitere Planeten mit Millionen Bewohnern zu zerstören, übernimmt Decker von Spock zwangsweise das Kommando, um die Waffe so angreifen zu können. Phaserbeschuss gegen die Waffe erweist sich aber als völlig wirkungslos. Als die Enterprise von der Waffe zerstört zu werden droht, lenkt Kirk mit der inzwischen notdürftig reparierten Constellation die Waffe davon ab. Wegen Deckers hochriskanten Verhaltens entreißt Spock ihm wieder das Kommando. Decker bricht daraufhin aus seinem Arrest aus und steuert ein entführtes Shuttle in den Schlund der Waffe, wobei er sich tötet. In dem Moment verliert die Waffe etwas Energie. Um der Waffe noch viel mehr Energie zu entziehen, steuert daraufhin Kirk die Constellation in die Waffe hinein. Diese wird plangemäß lahmgelegt; Kirk wird in letzter Sekunde auf die Enterprise gebeamt. |           |                              |                             |                      |                                       |                     |                                                      |                     |
| 36 | 7         | Das Spukschloss im Weltall   | Catspaw                     | 27. Okt. 1967        | 1. Dez. 1973                          | Joseph Pevney       | Robert Bloch                                         | 30                  |
| Von einem 3-köpfigen Außenteam, das einen fremden Planeten erforscht, wird ein Mann tot zurückgebeamt, während die anderen beiden, Scott und Sulu, verschollen sind. Obwohl eine fremde Stimme die Enterprise zum Verlassen auffordert, beamen Kirk, Spock und McCoy hinunter, um die Vermissten zu finden. Sie begegnen auf der Oberfläche drei gespensterähnlichen Hexen, ehe sie in ein unheimliches Schloss kommen und dort in die Gefangenschaft von Korob geraten, der das Schloss mit einer Frau namens Sylvia führt. Sylvia hat Scott und Sulu, die sie für sich arbeiten lassen, mittels Telekinese in willenlose Marionetten verwandelt, alsbald geschieht dies auch mit McCoy. Zudem kann sie sich in andere Wesen verwandeln. Gegenüber Kirk erklärt sie, dass ihr ein sog. Transmutator, der die Form eines Zauberstabs hat, die Form verleiht. Sie benötigt nun noch den Inhalt in Form von Willen und bittet Kirk darum. Kirk zeigt ihr seinen Willen, indem er sie liebkost. Sylvia erkennt rasch, dass Kirk sie gar nicht liebt, sondern nur ausnutzt, und lässt ihn wieder einsperren. Korob befreit ihn und Spock und sagt ihnen, dass Sylvia große Gier nach Stimulanz und Vernichtung hat und er sie vor ihr schützen will. Schließlich erweist sich, dass das Schloss und Sylvia und Korob nur Illusionen waren, die die beiden mit dem Zauberstab schufen. Kirk, Spock, McCoy, Sulu und Scott kehren auf die Enterprise zurück. |           |                              |                             |                      |                                       |                     |                                                      |                     |
| 37 | 8         | Der dressierte Herrscher     | I, Mudd                     | 3. Nov. 1967         | 26. Aug. 1972                         | Marc Daniels        | Stephen Kandel                                       | 41                  |
| Der Android Norman übernimmt plötzlich gewaltsam die Kontrolle über die Enterprise und steuert sie zu einem fremden Planeten. Er führt ein Außenteam um Kirk in einen Raum, von wo aus Kirks Altbekannter Harry Mudd über mehr als 200.000 Androiden herrscht, die sich auf dem Planeten befinden und von Mudd selbst programmiert wurden. Die Androiden, zu denen auch viele teils gleiche Androiden in Gestalt hübscher Frauen gehören, sind in der Lage, wie im Schlaraffenland Menschen alles zu bieten, was sie zum Leben brauchen. Alsbald lässt Mudd durch seine Androiden auch den Rest der Enterprise-Crew auf den Planeten holen. Die Androiden, die Mudd als Sklaven betrachtet, erheben sich plötzlich gegen ihn und wollen ihn mit der Enterprise nicht mehr wegfliegen lassen. Sie sind gegen die Ausbreitung der Menschen in ihrer Galaxie und wollen die Menschen fortan beherrschen. Spock und Kirk erkennen, dass die Androiden von Norman gesteuert werden. Mit dem Ziel, ihn lahmzulegen, verhalten sich Mudd, Kirk und seine Enterprise-Kollegen unlogisch und verwirrend, sie lügen etwa oder spotten über einen toten Menschen. Durch das irrationale Verhalten der Menschen fallen die Androiden aus, Normans Schaltkreise überlasten und schmoren durch. Die Enterprise-Crew lässt Mudd auf dem Planeten zurück, damit der die Androiden neu programmiert. |           |                              |                             |                      |                                       |                     |                                                      |                     |
| 38 | 9         | Metamorphose                 | Metamorphosis               | 10. Nov. 1967        | 17. Nov. 1973                         | Ralph Senensky      | Gene L. Coon                                         | 31                  |
| Kirk, Spock und McCoy transportieren gerade mit einem Shuttle die kranke, dringend behandlungsbedürftige Nancy Hedford in Richtung Enterprise, als das Shuttle von einer unbekannten Kraft auf einen anderen Kurs gezwungen und zur Landung auf einem Planetoiden gezwungen wird. Dort treffen die vier auf Zefram Cochrane, der einst die Warp-Triebwerke erfand und hier notlanden musste. Er müsste schon seit 150 Jahren tot sein. Seit dem Kontakt mit dem Companion ist Cochrane dauerhaft jung und gesund. Der Companion will die vier nicht mehr weglassen, weil er menschlichen Kontakt für Cochrane für nötig hält. Während sich Hedfords Zustand verschlechtert, versuchen Kirk und Spock erfolglos, den Companion zu bekämpfen, um zu entfliehen. Spock erschafft eine Möglichkeit, mit dem Companion zu kommunizieren. Kirk argumentiert gegenüber dem Companion, dass seine Rasse Freiheit braucht, um zu existieren. An der Art und Weise, wie der Companion mit Cochrane kommuniziert, wird deutlich, dass zwischen beiden eine Liebesbeziehung existiert. Kirk weckt im Companion die Einsicht, dass er wegen der Verschiedenartigkeit die menschliche Art zu lieben nicht verstehen kann. Daraufhin vereint sich der Companion mit Hedford, kurz bevor diese an ihrer Krankheit gestorben wäre. Cochrane bleibt bei ihr auf dem Planeten, während Kirk, Spock und McCoy auf die Enterprise zurückkehren. |           |                              |                             |                      |                                       |                     |                                                      |                     |
| 39 | 10        | Reise nach Babel             | Journey to Babel            | 17. Nov. 1967        | 16. Sep. 1972                         | Joseph Pevney       | D. C. Fontana                                        | 44                  |
| Die Enterprise ist unterwegs zum Planeten Babel und befördert über 100 Teilnehmer einer Konferenz über die Aufnahme des Planeten Koridan in die Föderation. Dazu gehört auch der vulkanische Botschafter Sarek. Er und seine menschliche Frau Amanda sind die Eltern von Spock. Als der Botschafter der Tellariten ermordet aufgefunden wird, gerät Sarek, mit dem er sich zuvor gestritten hatte, unter Mordverdacht. Während des Fluges wird die Enterprise durch ein unbekanntes Raumschiff verfolgt. Nachdem Sarek zum wiederholten Male einen Herzinfarkt erleidet, sagt Spock zu, ihm mit einer Blutspende für die überlebensnotwendige Operation zu helfen. Diese Zusage zieht Spock aber wieder zurück, nachdem Kirk durch ein Attentat als Captain ausgefallen ist. Spock trifft diese Entscheidung wegen seines vulkanischen Pflichtbewusstseins für die Personen auf der Enterprise. Amanda ist gegen Spocks Entscheidung. Er muss sich daher entscheiden, seiner vulkanischen oder menschlichen Seite zu folgen. Um Spock die Blutspende dennoch durchführen zu lassen, übernimmt Kirk unter großen Schmerzen wieder das Kommando und kann die Angriffe des fremden Raumschiffs abwehren, das sich daraufhin selbst zerstört. Die Operation mit Blutspende verläuft erfolgreich. Der Attentäter begeht Suizid. Er und das fremde Raumschiff erweisen sich als orionisch. |           |                              |                             |                      |                                       |                     |                                                      |                     |
| 40 | 11        | Im Namen des jungen Tiru     | Friday’s Child              | 1. Dez. 1967         | 1. Feb. 1988                          | Joseph Pevney       | D. C. Fontana                                        | 32                  |
| Ein Außenteam mit Kirk, Spock und McCoy ist auf dem Planeten Capella IV, um mit den dortigen Capellanern über Schürfrechte für ein wichtiges Mineral zu verhandeln. Die Gesprächsatmosphäre ist angespannt, weil auch ein klingonischer Unterhändler namens Kras um Schürfrechte ersucht und deswegen ein viertes Teammitglied von den Capellanern getötet wird. Der Capellaner Maab sympathisiert mit Kras und reißt die Herrschaft über die capellanischen Stämme mit Waffengewalt an sich. Dabei tötet er den bisherigen Anführer Akaar und wird somit selbst Anführer, d. h. Tiru. Kirk vereitelt, dass Maab Akaars Frau Eleen ermordet, die mit dem als künftigen Tiru vorbestimmten Kind hochschwanger ist. Das Außenteam flüchtet mit ihr vor Maab und dessen Gefolgschaft. Ein Teil der Verfolger wird bei einem Felssturz außer Gefecht gesetzt, den Kirk und Spock zielgerichtet verursachen. Die Enterprise unter Scotts Kommando ist indes durch einen gefälschten Notruf unpässlich. Eleen bringt ihr Kind, das sie allerdings aus Tradition nunmehr ablehnt, mit McCoys Hilfe zur Welt und verlässt es kurz darauf, um sich ihrem baldigen Tod zu ergeben. Kirk und Spock erwehren sich, auch mit der späteren Hilfe der Enterprise, den Angriffen von Kras und Maabs Kämpfern. Dabei stirbt Maab. Daraufhin übernimmt Eleen so lange die capellanische Anführerschaft, bis ihr neugeborener Sohn alt genug dazu sein wird. |           |                              |                             |                      |                                       |                     |                                                      |                     |
| 41 | 12        | Wie schnell die Zeit vergeht | The Deadly Years            | 8. Dez. 1967         | 29. Feb. 1988                         | Joseph Pevney       | David P. Harmon                                      | 40                  |
| Ein Außenteam der Enterprise findet die Bewohner einer Forschungsstation auf dem Planeten Gamma Hydra IV rapide gealtert vor. Der eine Teil der Personen ist schon an Altersschwäche gestorben, der andere Teil stirbt wenig später ebenfalls daran. Alsbald beginnen auch die Mitglieder des Außenteams rapide zu altern und drohen deshalb in wenigen Tagen zu sterben. Chekov bleibt merkwürdigerweise davon verschont, Spock altert langsamer. Spock ermittelt als Ursache die von einem Kometen ausgehende Strahlung als Ursache für die Krankheit. Commodore Stocker lässt Spock angesichts der wegen zunehmender Senilität eingeschränkten Führungskraft Kirks Dienstbefähigung prüfen. Kirk weigert sich trotz seiner zunehmenden Vergreisung einzugestehen, dass er dienstunfähig ist. Die Anhörung ergibt, dass Stocker das Kommando von Kirk übernimmt. Daraufhin lässt Stocker die Enterprise zu einer Raumstation Kurs setzen und dabei fahrlässig durch die Neutrale Zone fliegen, in der Gefahr durch die Romulaner droht. Basierend auf Chekovs Verhalten auf dem Planeten erkennen Spock, Kirk und McCoy, dass Adrenalin wirksam gegen die Verstrahlung und somit gegen die Vergreisungserkrankung ist. Diese wird daraufhin bei den noch nicht gestorbenen Erkrankten geheilt. Kirk kann somit das Kommando wieder übernehmen und mit einer gewagten List die von den Romulanern ausgehende Gefahr bannen. |           |                              |                             |                      |                                       |                     |                                                      |                     |
| 42 | 13        | Tödliche Wolken              | Obsession                   | 15. Dez. 1967        | 29. Juli 1972                         | Ralph Senensky      | Art Wallace                                          | 47                  |
| Auf einem Planeten werden mehrere Redshirts der Enterprise durch den Kontakt mit einer plötzlich erscheinenden Wolke getötet. Es ist dieselbe Wolke, die Kirk aus seiner Zeit auf dem Raumschiff Farragut kennt, auf dem er vor elf Jahren Dienst tat. Damals starben der Captain der Farragut und weitere Crewmitglieder durch den Kontakt mit der Wolke. Kirk wirft sich nun vor, damals zu spät auf die Wolke gefeuert zu haben, und vernachlässigt wegen der Jagd auf die Wolke eine wichtige Mission der Enterprise. Alsbald verlässt die Wolke den Planeten und fliegt ins All, wo die Enterprise die Verfolgung wegen des zu hohem Tempos abbrechen muss. Man erkennt, dass die Wolke ein intelligentes Lebewesen ist und sich von Blutplasma ernährt, nicht zuletzt deshalb, weil ihren Opfern alle roten Blutkörperchen fehlen und weil Spock, dessen Blut anders zusammengesetzt ist, den Kontakt mit der Wolke unbeschadet übersteht. Enterprise-Fähnrich Garrowick, der Sohn des Farragut-Captains, macht sich nach seiner Konfrontation mit der Wolke ähnliche Selbstvorwürfe wie Kirk. Beide erkennen diese Vorwürfe aber alsbald als ungerechtfertigt, da Phaserfeuer die Wolke offensichtlich nicht aufhält. Die Wolke fliegt zu einem Planeten nahe ihrem damaligen Kontakt mit der Farragut. Dort ködern Kirk und Garrowick die Wolke mit Blutplasma und vernichten sie zielgerichtet mit einer Materie-Antimaterie-Explosion. |           |                              |                             |                      |                                       |                     |                                                      |                     |
| 43 | 14        | Der Wolf im Schafspelz       | Wolf in the Fold            | 22. Dez. 1967        | 8. Feb. 1988                          | Joseph Pevney       | Robert Bloch                                         | 36                  |
| Bei einem Urlaub auf dem Planeten Argelius II lernt Scotty die hübsche Frau Kara kennen. Nachdem diese erstochen wurde, gerät Scotty unter dringenden Mordverdacht. Bei den anschließenden Befragungen Scottys auf dem Planeten werden zwei weitere Frauen in Gegenwart Scottys erstochen, eine davon ist Syvo, die telepathisch begabte Frau des Präfekten Jaris. In allen drei Fällen hat Scotty unmittelbar nach der Tat Blut bzw. die Tatwaffe in Händen, jedoch kann er sich nicht an die eigentliche Tat erinnern. Nach der dritten Tötung wird die Untersuchung auf Kirks Betreiben hin auf der Enterprise fortgesetzt. Mit Hilfe des Enterprise-Computers fällt der Verdacht auf ein unbekanntes, körperloses Wesen und werden frühere Frauenmorde bekannt, darunter auch welche auf dem Planeten Rigel IV. Von dort stammt auch der Mann Hengist, der als argelischer Verwalter durch Jaris mit der Aufklärung der Morde beauftragt ist. Wegen dieser Verbindung fällt der Verdacht auf ihn, kurz bevor er fliehen will und überraschenderweise stirbt. Er wurde offenbar durch das körperlose Wesen beherrscht, welches nun nach seinem Tod den Enterprise-Computer beherrscht. Spock stellt dem Computer daraufhin eine unlösbare Rechenaufgabe, wodurch das Wesen aus dem Computer zurück in Hengists Körper kehrt. Diesen beamen Kirk und Spock anschließend ins Weltall, um das Wesen unschädlich zu machen. |           |                              |                             |                      |                                       |                     |                                                      |                     |
| 44 | 15        | Kennen Sie Tribbles?         | The Trouble with Tribbles   | 29. Dez. 1967        | 23. Sep. 1972                         | Joseph Pevney       | David Gerrold                                        | 42                  |
| Auf der Enterprise und der Raumstation K-7 vermehren sich die kleinen Pelztiere „Tribbles“ rasend schnell (→ Hauptartikel). |           |                              |                             |                      |                                       |                     |                                                      |                     |
| 45 | 16        | Meister der Sklaven          | The Gamesters of Triskelion | 5. Jan. 1968         | 14. März 1988                         | Gene Nelson         | Margaret Armen                                       | 46                  |
| Als Kirk, Chekov und Uhura auf den Planeten Gamma II hinunterbeamen wollen, verschwinden sie plötzlich und finden sich auf dem fremden Planeten Triskelion wieder. Dort sind sie unter der Herrschaft des Sklavenhalters Galt, der stellvertretend für gewisse Versorger auftritt. Galt ist in der Lage, die Untergebenen durch schmerzverursachende Gehorsamkeitshalsbänder zu bestrafen. Jeder der drei erhält einen anderen Sklaven zugewiesen, der ihn mit dem Ziel ausbilden soll, später ein erfolgreicher Sklave zu sein und an einen Sklavenhalter verkauft zu werden. Als Kirk in einem Schaukampf seinen Gegner besiegt und somit gegenüber den Versorgern Stärke beweist, werden die drei zu Sklaven ernannt. Dabei schließen die Versorger Wetten auf die Sklaven ab, um sich zu unterhalten. Kirks Ausbilderin ist die Sklavin Shahna, der er die Werte eines Lebens in Freiheit und der Liebe vermittelt, die ihr bislang fremd waren. Als die drei aus ihren Zellen ausgebrochen sind, diszipliniert Galt sie mit den Halsbändern. Unterdessen hat die Enterprise Triskelion gefunden. Die Versorger zeigen Kirk, dass sie in gehirnähnlicher Form tief unter der Erde existieren. Kirk kann sie von einer Wette überzeugen, die einen viel spektakuläreren Kampf beinhaltet. Den Kampf gegen drei Angreifer auf Leben und Tod gewinnt Kirk, sodass er Freiheit für sich und seine Crew erreicht und, dass die Versorger die Sklaven zu freieren Individuen erziehen. |           |                              |                             |                      |                                       |                     |                                                      |                     |
| 46 | 17        | Epigonen                     | A Piece of the Action       | 12. Jan. 1968        | 8. Juli 1972                          | James Komack        | David P. Harmon, Gene L. Coon; Idee: David P. Harmon | 49                  |
| Vor vielen Jahren besuchte das Föderationsraumschiff Horizon den Planeten Jota, auf dem damals eine vorindustrielle einheimische Zivilisation lebte, und ließ dabei ein Buch über die Chicagoer Unterwelt der 1920er Jahre zurück. In der Folge entwickelte sich die dortige Zivilisation zu einer Gesellschaft entsprechend der in dem Buch dargestellten, die von Kriminalität und Waffengewalt geprägt ist und deshalb in Anarchie zu versinken droht. Kirks Mission im Auftrag der Föderation ist es, den Schaden für die Einheimischen zu beheben. Nachdem Kirk mit Spock und McCoy auf den Planeten gebeamt ist, werden sie von dem Gangsterboss Bela Okmyx eingesperrt, weil Kirk sich weigert, ihm zur Bekämpfung seiner Konkurrenten Waffen von der Enterprise zu liefern. Auch Belas Konkurrent Jojo Krako scheitert mit dieser Forderung an Kirk. Kirk, Spock und McCoy können sich befreien und machen sich daran, Krako und Bela gegeneinander auszuspielen. Dabei gibt sich Kirk als konkurrierender Gangsterboss aus, der für das Syndikat namens Föderation arbeitet. Mit der Hilfe der Enterprise kann er den Jotaniern die Macht der Föderation demonstrieren. Damit und mit der Ankündigung, die Enterprise werde jährliche Kontrollen vornehmen, kann Kirk die Jotanier dazu veranlassen, das Buch nicht mehr zu verwenden, und somit das gegenseitige Bekämpfen stoppen. |           |                              |                             |                      |                                       |                     |                                                      |                     |
| 47 | 18        | Das Loch im Weltraum         | The Immunity Syndrome       | 19. Jan. 1968        | 3. Juni 1972                          | Joseph Pevney       | Robert Sabaroff                                      | 48                  |
| Die Enterprise geht der plötzlichen Zerstörung des Föderationsraumschiffs Intrepid, auf dem sich Hunderte Vulkanier befanden, im Sternensystem Gamma-7A nach. Am Ort des Verschwindens eingetroffen, entdeckt die Enterprise ein riesiges Gebilde im Raum, das einem Loch im Weltraum ähnelt und in dem keine Sterne sichtbar sind. Je mehr sich die Enterprise dem Kern dieser Dunkelzone nähert, desto stärker gibt es an Bord Energieverluste und desto schwächer werden die Crewmitglieder physisch und psychisch. McCoy prognostiziert, dass die Besatzung bei dieser Entwicklung bald sterben wird. Die Enterprise befindet sich in einem Gravitationssog, wird immer weiter zum Kern des Lochs gezogen und droht dort wie schon die Intrepid vernichtet zu werden. Im Kern des Lochs ist ein riesiges, amöbenförmiges, gallertartiges Wesen, das sich schubweise von Energie ernährt und sich durch bevorstehende Zellteilung zu vergrößern droht. Spock fliegt mit einem speziell präparierten Shuttle in das Innere des Wesens. Er instruiert die Enterprise per Funk über die Möglichkeit zur Vernichtung. Weil diese wegen Interferenzen unverständlich ist, kann die Enterprise sie nicht umsetzen. Deshalb fliegt die Enterprise in die Amöbe. Weil diese eine negative Energieladung hat, lässt Kirk eine Ladung Antimaterie zünden und dadurch die Amöbe vernichten, wodurch Spock und dem Shuttle aber nichts passiert. |           |                              |                             |                      |                                       |                     |                                                      |                     |
| 48 | 19        | Der erste Krieg              | A Private Little War        | 2. Feb. 1968         | 7. März 1988                          | Marc Daniels        | Gene Roddenberry, Idee: Jud Crucis                   | 45                  |
| Auf einem Planeten mit einer vorindustriellen Kultur, den Kirk vor 13 Jahren besuchte, wird Spock durch einen Gewehrschuss verletzt. Mit dem Ziel zu ermitteln, wie das angesichts des niedrigen Entwicklungsstandes der Einheimischen möglich werden konnte, kehren Kirk und McCoy auf den Planeten zurück. Dort will Kirk zunächst den Mann Tyree finden, der zu den einheimischen Bergbewohnern gehört und den er von früher kennt. Dabei wird Kirk von einem Exemplar der wilden Tierspezies Mugato schwer verletzt und kurz darauf von Nona, Tyrees Frau, mit übersinnlichen Fähigkeiten geheilt. Kirk vermutet, dass die Dorfbewohner vertragswidrig durch Klingonen mit Waffen versorgt werden, und findet diesen Verdacht bald bestätigt. Sehr zu McCoys Ablehnung versucht Kirk ein Gleichgewicht der Kräfte zwischen Berg- und Dorfbewohnern herzustellen, indem er die Bergbewohner mit gleichartigen Schusswaffen versorgt. Nachdem Kirk sie mit seiner Phaserpistole vor dem Tod durch einen Mugato-Angriff bewahrt hat, versucht Nona die Dorfbewohner damit zu töten, wird dabei aber von ihnen getötet. Durch dieses Ereignis ändert Kirk seine Entscheidung dahingehend, dass er die Bergbewohner nun nicht mit Schusswaffen, sondern mit Steinschleudern versorgen lässt. |           |                              |                             |                      |                                       |                     |                                                      |                     |
| 49 | 20        | Geist sucht Körper           | Return to Tomorrow          | 9. Feb. 1968         | 29. Dez. 1973                         | Ralph Senensky      | John Kingsbridge                                     | 51                  |
| Eine fremde Stimme, die dem nichtphysisch existierenden Wesen Sargon gehört, lässt Kirk, Spock, McCoy und die Wissenschaftlerin Ann Mulhall auf einen Planeten beamen. Sargon und zwei andere Artgenossen existieren dort nur in Energieform in Urnen und sind die letzten Vertreter einer Spezies, die schon lange vor der Menschheit das All erforschte, dann aber beinahe unterging. Nun wollen diese drei Wesen vorübergehend die Körper von Kirk, Spock und Mulhall übernehmen, um ihre künftige Weiterexistenz in Androidenform vorzubereiten. Nachdem Sargon exemplarisch von Kirks Körper Besitz ergriffen hat, entscheidet Kirk, dass es zu Forschungszwecken das Risiko wert ist, den Wesen ihren Wunsch zu erfüllen. Auf der Enterprise erfüllen sie ihnen den Wunsch. Sargon ist in Kirks Körper, Henoch ist in Spocks Körper und Sargons Geliebte Thalassa ist in Mulhalls Körper. Kirks Körper verkraftet die Besitznahme durch Sargon nicht und ergreift daher, ebenso wie später Thalassa, von der Enterprise Besitz. Henoch will dauerhaft in Spocks Körper bleiben, da er nur so Sinnesfreuden erleben kann. Da Sargon gegen Henochs Vorhaben ist, täuschen sie ihn und vernichten ihn, nachdem er Spocks Körper verlassen hat. Schließlich erklären Sargon und Thalassa der Crew, dass sie ihr Vorhaben nicht länger verfolgen. |           |                              |                             |                      |                                       |                     |                                                      |                     |
| 50 | 21        | Schablonen der Gewalt        | Patterns of Force           | 16. Feb. 1968        | 25. Juli 1999                         | Vincent McEveety    | John Meredyth Lucas                                  | 52                  |
| Kirk und Spock infiltrieren auf der Suche nach einem Vermissten einen außerirdischen Planeten, auf dem Zustände wie in Nazideutschland herrschen (→ Hauptartikel). |           |                              |                             |                      |                                       |                     |                                                      |                     |
| 51 | 22        | Stein und Staub              | By Any Other Name           | 23. Feb. 1968        | 11. Nov. 1972                         | Marc Daniels        | D. C. Fontana, Jerome Bixby; Idee: Jerome Bixby      | 50                  |
| Einem Notruf folgend, ist die Enterprise beim Planeten Kelva. Der Notruf stellt sich für die Crew als Falle heraus, da die Kelvaner die Enterprise gewaltsam übernehmen und für die baldige Entführung vorbereiten. Die Kelvaner wollen, da ihr eigenes Raumschiff zerstört wurde, mit der Enterprise zurück in ihre Heimat, die benachbarte Andromedagalaxie fliegen. Als das auf dem Planeten eingesperrte Außenteam um Kirk und Spock fliehen will, lässt der kelvanische Anführer Rojan zur Strafe ein Redshirt exekutieren. Nachdem die Enterprise, auf die das Außenteam nun zurückgeholt wurde, unter Einsatz von kelvanischer Technik die intergalaktische Energiebarriere zwischen Milchstraße und Andromedagalaxie durchbrochen hat, lässt Rojan die Enterprise-Crewmitglieder in etwa faustgroße Polyeder verwandeln, weil er sie nicht mehr benötigt. Ausnahme davon bilden nur Kirk, Spock, McCoy und Scotty. Da die Kelvaner an Bord der Enterprise ihrer übersinnlichen Fähigkeiten nicht mehr mächtig sind, versuchen die Vier, ihre Schwächen auszunutzen, und können ihnen damit das Menschsein nahebringen. Kirk macht Rojan verständlich, dass er und seine Artgenossen, wenn sie in 300 Jahren in ihrer Heimat ankommen, ihren Verwandten längst fremd geworden sein werden, und bewegt ihn so dazu, mit der Enterprise umzukehren und den Kelvanern im Föderationsgebiet eine Heimat zu bieten. |           |                              |                             |                      |                                       |                     |                                                      |                     |
| 52 | 23        | Das Jahr des roten Vogels    | The Omega Glory             | 1. März 1968         | 21. März 1988                         | Vincent McEveety    | Gene Roddenberry                                     | 54                  |
| Die Enterprise entdeckt im Orbit des Planeten Omega IV das Sternenflottenraumschiff Exeter. Ein Außenteam mit Kirk, Spock, McCoy erkennt, dass die Crew durch Kristallisation starb. Einem Logbucheintrag des Schiffsarztes folgend, beamt das Team auf den Planeten und kommt dort in Kontakt mit Captain Tracey, dem letzten Überlebenden der Exeter. Er wie auch das Team können den Planeten nicht mehr verlassen, weil sie nur durch den Planeten vor dem Ausbruch der Krankheit geschützt sind, die zur tödlichen Kristallisation führt. Tracey hat sich entgegen der Obersten Direktive auf dem Planeten auf Seiten der Kohms geschlagen, die ihre Feinde, die wilden Yangs versklaven. Er lässt Kirk und Spock mit zwei Yangs einsperren, sie können sich jedoch befreien. Tracey zwingt McCoy die Besonderheit der sehr langlebigen Einheimischen zu erforschen, um die Ergebnisse möglicherweise als Jungbrunnen für die Menschheit nutzen zu können. Von McCoy erfahren sie, dass die Einheimischen infolge eines früheren bakteriologischen Krieges als Nachfahren der Überlebenden so langlebig wurden und auch eine Immunität gegen die Krankheit entwickelten. Immun, aber nicht langlebig, werden alle Besucher des Planeten, sodass sie ihn bei längeren Aufenthalt gefahrlos verlassen können. Die Crew der Exeter beamte unwissend zu früh hinauf und verstarb deswegen. Schließlich erfahren sie, dass die Yangs (Yankees) Nachfahren US-amerikanischer Siedler sind, die sich seit Jahrhunderten mit den einheimischen Kohms bekriegen und die Lebensweise amerikanischer Ureinwohner annahmen, als sie aus ihren Städten vertrieben wurden. Als die zahlenmäßig unterlegenen Kohms ihr letztes Dorf an die Yangs verlieren, stehen diese kurz vor ihrer Ausrottung. Als Kirk Einblick in die heiligen Gesetze der Yangs erhält, realisiert er, dass es die Verfassung der Vereinigten Staaten ist. Er lehrt die Yangs, dass ihre Gesetze auch für Kohms gelten müssen, da sie ansonsten bedeutungslos sind und hofft auf die Einstellung der Kampfhandlungen. Der abtrünnige Captain Tracey wird inhaftiert. |           |                              |                             |                      |                                       |                     |                                                      |                     |
| 53 | 24        | Computer M5                  | The Ultimate Computer       | 8. März 1968         | 15. Juli 1972                         | John Meredyth Lucas | D. C. Fontana, Idee: Laurence N. Wolfe               | 53                  |
| Der Föderationsforscher Dr. Daystrom hat das Computersystem M5 entwickelt, welches dazu dient, ein Raumschiff ohne jegliche menschliche Hilfe zu kontrollieren. M5 wird auf der Enterprise einem Praxistest unterzogen, es verbleiben dort nur Daystrom und eine 20-köpfige Rumpfcrew, darunter Kirk. Während Spock von M5 fasziniert ist, hat Kirk Bedenken, ob M5 für seine Aufgabe geeignet ist. Der erste Test, dem M5 unterzogen wird, ist die Konfrontation mit einem sich nähernden feindlichen Raumschiff; diese verläuft mit Scheintreffern wie geplant. Als die Enterprise danach aber ungeplant auf einen Erzfrachter trifft, zerstört M5 diesen sofort per Photonentorpedo-Beschuss. Daran erkennt Daystrom, dass M5 einen Defekt hat. M5 lässt sich zunächst nicht abschalten und beschützt sich selbst, wobei M5 auch ein Redshirt tötet. Bald nähern sich der Enterprise vier Raumschiffe, darunter die Lexington, auf der auch Captain Wesley arbeitet, der den Praxistest von M5 angeordnet hat. M5 greift die Schiffe an, schießt sie teils manövrierunfähig, wobei dort auch Menschen sterben. Dadurch ist Wesley gezwungen, die Vernichtung der Enterprise anzuordnen. Kirk überzeugt den Computer M5, den Daystrom mit eigener Denkstruktur und Mentalität programmiert hat, von der Erkenntnis, dass Morden illegal ist. Dadurch schaltet sich M5 selbst ab, begeht Suizid. Dadurch ist die Gefahr für Enterprise und Wesleys Schiffe gebannt. |           |                              |                             |                      |                                       |                     |                                                      |                     |
| 54 | 25        | Brot und Spiele              | Bread and Circuses          | 15. März 1968        | 26. Jan. 1974                         | Ralph Senensky      | Gene Roddenberry, Gene L. Coon                       | 43                  |
| Die Enterprise findet im All Trümmer des lange vermissten Raumschiffs Beagle und ortet auf einem nahen, der Erde des 20. Jahrhunderts ähnelnden Planeten Lebenszeichen, die möglicherweise von der Crew der Beagle stammen. Kirk, Spock und McCoy, auf der Suche nach ihnen auf den Planeten gebeamt, treffen dort auf Stadtbewohner, die unter der Macht des Prokonsuls Claudius Marcus leben. Dessen Adjutant ist Merrick, der ehemalige Captain der Beagle. In deren Gefangenschaft kommen die Drei zusammen mit dem entflohenen Sklaven Flavius. Merrick und seine Crew untersuchten einst den Planeten und durften ihn zur Vermeidung ihrer Ermordung durch die Einheimischen nicht mehr verlassen. Diejenigen, die sich den Einheimischen widersetzten, starben und die anderen leben nun in einer Gesellschaft nach Vorbild des Römischen Reichs, in der Gladiatorenkämpfe üblich sind. Der Prokonsul versucht Kirk dazu zu zwingen, der restlichen Enterprise-Crew den Befehl zum Herunterbeamen zu geben. Da Kirk sich weigert, möchte Claudius Marcus ihn öffentlich exekutieren lassen. Jedoch kann er mit Spock und McCoy rechtzeitig auf die Enterprise beamen. Bei der Flucht hilft ihnen sowohl Flavius als auch Merrick, der Claudius Marcus indes überdrüssig geworden ist, als auch die Enterprise, die Kirk zuvor insgeheim instruiert hatte. |           |                              |                             |                      |                                       |                     |                                                      |                     |
| 55 | 26        | Ein Planet, genannt Erde     | Assignment: Earth           | 29. März 1968        | 2. Sep. 1972                          | Marc Daniels        | Art Wallace; Idee: Gene Roddenberry, Art Wallace     | 55                  |
| Die Enterprise ist zu Forschungszwecken in die Nähe der Erde des Jahres 1968 gereist. Plötzlich beamt sich der Agent 194 mit dem Codenamen Gary Seven an Bord und behauptet, von einem außerirdischen Planeten zu kommen und in wichtiger Mission zur Rettung der Erde unterwegs zu sein. Kirk misstraut ihm und lässt ihn in Arrest stecken, aus dem er aber bald wieder flieht und sich in ein Büro in New York City beamt. Er will verhindern, dass auf der Erde ein Atomkrieg ausbricht, und versucht dazu mit zwei bereits dafür eingeteilten Agenten Kontakt aufzunehmen, die jedoch bei einem Autounfall sterben. Seven beamt sich zur McKinley-Raketenbasis, auf dem die Amerikaner in Kürze eine Atomrakete starten lassen. Kurz bevor der Startcountdown abläuft, kann Seven die Rakete insgeheim manipulieren. Kirk und Spock verfolgen Seven bis in die Raketenbasis, wo beide aber verhaftet werden. Die für die zwei gestorbenen Agenten eingeteilte Frau Roberta beamt Seven zu sich ins Büro und verhindert damit, dass Scotty in der Enterprise Seven zu sich beamt. Kirk und Spock können ihrer Haft entkommen und lassen sich durch Scotty ebenfalls in das Büro beamen. Dort gibt Kirk erst in letzter Sekunde sein Misstrauen gegenüber Seven auf, indem er ihn mit dessen Spezialcomputer die Rakete detonieren lässt, kurz bevor sie auf der Erde Schaden angerichtet hätte. |           |                              |                             |                      |                                       |                     |                                                      |                     |